# Dolichopeza (Nesopeza) cuneata cuneata
Dolichopeza (Nesopeza) cuneata cuneata is een ondersoort van de tweevleugelige Dolichopeza (Nesopeza) cuneata uit de familie langpootmuggen (Tipulidae). De ondersoort komt voor in het Oriëntaals gebied.